# Der Sklavenmarkt
Der Sklavenmarkt (um 1882), auch Römischer Sklavenmarkt, ist ein Gemälde von Gustave Boulanger (1824–1882).
Das Bild zeigt eine Sklavenversteigerung im alten Rom. Zu sehen sind sieben Personen, vom Kindesalter bis zum jungen Erwachsenen, die auf einer Rampe als Sklaven zum Verkauf angeboten werden.  „Die zum Verkauf ausgestellten Sklaven trugen um den Hals Täfelchen, auf denen ihr Name, ihr Alter und ihre guten und schlechten Eigenschaften aufgezählt werden mussten.“ In Erwartung der Kundschaft und ihrer Angebote verzehrt der Verkäufer, der am Rand der Rampe Platz genommen hat, sein Mittagbrot.
Das Gemälde zeigt die Merkmale der Salonmalerei des 19. Jahrhunderts, die den formalen und maltechnischen Anforderungen des französischen Akademismus verpflichtet war. Das Thema folgt dem Geschmack des Pariser Publikums des späten 19. Jahrhunderts, das erotische Themen, verkleidet in eine historisierende Darstellung, schätzte.
Das Werk befindet sich in Privatbesitz; seine Provenienz ist unbekannt.